# Войтковский, Иосиф Карлович
Иосиф Карлович Войтковский (род. 20 июня 1920 года) — советский танкист, участник Великой Отечественной войны, полный кавалер Ордена Славы.
В годы Великой Отечественной войны воевал стрелком-радистом экипажа танка Т-26, 42-й танковой дивизии, 21 механизированного корпуса, затем Т-34 203-го танкового батальона 89-й танковой бригады, 1-го танкового корпуса. Многократно награждён за обеспечение бесперебойной радиосвязи с командованием и танками батальона. Участник Парада Победы на Красной площади Москвы 24 июня 1945 года.
В послевоенные годы работал председателем Барашинского сельсовета (Емильчинский район Житомирской области), после выхода на пенсию стал председателем совета ветеранов войны и труда. Член бюро райкома Коммунистической партии Украины.

## Биография
Родился 20 июня 1920 года в селе Зеленица ныне Емильчинского района Житомирской области (ныне Украина) в семье крестьянина. Украинец. В 1939 году окончил 8 классов школы и затем работал секретарём Зеленицкого сельского совета.
В Красной армии с октября 1940 года. На фронте Великой Отечественной войны — с 26 июня 1941 года, радист-пулемётчик танка Т-26, 42-й танковой дивизии, 21-го механизированного корпуса. Боевое крещение получил 27 июня 1941 года, в боях у города Даугавпилс, где танк Т-26 был подбит в первый день боевых действий. После потери боевой машины, боевые действия продолжал с винтовкой как пехотинец до августа 1941 года. После расформирования 21-го механического корпуса — курсант 9-го запасного танкового полка. В это время в районе Ясной Поляны (Тульская область) находилась на формировании в резерве Ставки ВГК 89-я танковая бригада 1-го танкового корпуса, куда она была выведена после боёв на Брянском фронте. Старший сержант И. К. Войтковский был назначен начальником радиостанции 203-го танкового батальона этой бригады. По окончании формирования, 7 октября 1942 года, бригада в составе 1-го танкового корпуса воевала на Юго-Западном фронте. С 9 января по 15 марта 1943 года бригада снова была выведена для пополнения в резерв Ставки ВГК в Тамбовский танковый военный лагерь. После мартовских и апрельских боёв на Западном фронте, 22 мая 1943 года бригада перешла в подчинение Брянского фронта.
18 июля 1943 года начальник радиостанции 203-го танкового батальона 89-й танковой бригады старший сержант И. К. Войтковский спас от огня штабную машину с радиостанцией, которая загорелась от сильного миномётного огня. Награждён медалью «За боевые заслуги» (10 августа 1943).
28 сентября 1943 года в ходе Брянской операции танкисты бригады принимали участие в освобождении города Ветка (Гомельская область Белоруссии). В ходе боёв 16-19 ноября 1943 года радист-стрелок Т-34 203-го танкового батальона старший сержант И. К. Войтковский отличился при поддержании радиосвязи командира танка с командованием. При этом экипажем его танка было уничтожено две зенитных установки, два орудия, 4 противотанковых ружья, один миномёт и до 25 солдат и офицеров противника. За этот эпизод был награждён первым орденом Красной Звезды (3 декабря 1943). Член ВКП(б)/КПСС с ноября 1943 года.
С 28 декабря 1943 года 89-я танковая бригада поступила в распоряжение 1-го Прибалтийского фронта. В феврале 1944 года в боях в районе села Шатрово (Витебская область, Беларусь) радист-стрелок экипажа Т-34 89-й танковой бригады 1-го танкового корпуса 11-й гвардейской армии 1-го Прибалтийского фронта старший сержант И. К. Войтковский обеспечил бесперебойную радиосвязь командира батальона со штабом бригады, а также огнём из пулемёта уничтожил около 10 солдат противника. 13 марта 1944 года награждён орденом Славы III степени.
Летом 1944 года войска фронта участвовали в крупномасштабной Белорусской наступательной операции (операция «Багратион»). 29 июня 1944 года танкисты бригады перешли в наступление с целью разгрома группировки немецких войск и освобождения города Полоцка (Полоцкая наступательная операция). В этот день в бою за деревню Налицы и станцию Ветрино (Витебская область, Беларусь) гвардии старший сержант И. К. Войтковский проявил исключительную энергичность к выполнению задачи, поставленной перед батальоном. В ходе атаки он находился в экипаже командира 203-го танкового батальона капитана Поварова, танк которого шёл в боевых порядках батальона. А меньше, чем через неделю, 3 июля танкисты бригады вместе с другими частями и соединениями 1-го Прибалтийского фронта приняли участие в освобождении города Глубокое. За обеспечение бесперебойной связи 22 сентября 1944 года гвардии старший сержант И. К. Войтковский был награждён орденом Отечественной войны II степени.
В ходе Мемельской операции у города Кельме (Литва) и далее при наступлении на Тильзит (ныне Советск Калининградской области) гвардии старший сержант И. К. Войтковский снова выполнял обязанности стрелка-радиста в экипаже командира 203-го танкового батальона капитана Поварова (в составе той же бригады, 2-я гвардейская армия). В течение всего штурма города Кельме и в ходе дальнейшего наступления с 6 по 13 октября 1944 года он обеспечивал непрерывную связь с командиром бригады, командирами рот и штабами. Его знание дела и хладнокровие в сложной боевой обстановке позволили комбату в режиме реального времени управлять действиями своего батальона и своевременно информировать командира бригады и штабы о боевой обстановке. Кроме того, своей меткой стрельбой из пулемёта он вывел из строя две автомашины и свыше 10 солдат противника. А 10 октября танкисты бригады освободили город Шилуте (ныне Литва). За отличие в этих боях 19 ноября 1944 года гвардии старший сержант И. К. Войтковский был награждён орденом Славы II степени.
19 октября 1944 года бригада поступила в подчинение 3-го Белорусского фронта. 17-22 января 1945 года в ходе Инстербургско-Кёнигсбергской операции при прорыве обороны противника в районе города Грудзёндз (Польша) гвардии старшина И. К. Войтковский обеспечил надёжную радиосвязь командованию, что по оценке командира 2-го танкового батальона майора Удовиченко, обеспечило успех операции, а также уничтожил 5 автомашин, две повозки и до взвода пехоты противника из танкового пулемёта. 20 января танкисты бригады освободили города Тильзит (ныне Советск) и Гросс-Скайсгиррен (ныне Большаково Славского района Калининградской области). 7 марта 1945 года гвардии старшина И. К. Войтковский был повторно награждён орденом Славы II степени (19 августа 1955 года перенаграждён орденом Славы I степени), а 89-й танковой бригаде было присвоено почётное наименование «Тильзитская».
Стрелок-радист 3-го танкового батальона гвардии старшина И. К. Войтковский закончил войну 30 апреля 1945 года, когда 89-я танковая бригада была выведена в резерв 3-го Белорусского фронта. За умелую стрельбу из лобового танкового пулемёта он был также представлен ко второму ордену Красной Звезды (награждён 2 июня 1945).
Участник Парада Победы в Москве, старшина И. К. Войтковский шагал во главе сводного полка 1-го Прибалтийского фронта, нёс флаг своей 89-й танковой бригады.
В июне 1946 демобилизован. Проживал в селе Бараши Емильчинского района Житомирской области. Восстанавливал разрушенное хозяйство, работал в заготовительных организациях. С 1959 года — лейтенант в отставке. В 2004 году — старший лейтенант, в 2005 — капитан, в 2008 — майор, в 2009 — подполковник, с 2010 года — полковник (Указ президента Украины № 189 от 15.04.2010 г.).
В 1969 году был избран председателем Барашинского сельсовета, где работал до 1982о года. Награды в мирное время: орден Трудового Красного Знамени (1971 год, № награды 617603; орден Знак Почёта (1976 год, № награды 1368257); орден Богдана Хмельницкого (1999 год, № награды 585).
После выхода на пенсию стал председателем совета ветеранов войны и труда. Вел активную общественно-политическую жизнь, член Коммунистической партии Украины, член бюро райкома. Был одним из активистов, возродивших партийную ячейку компартии в селе Бараши после запрета Коммунистической партии Украины. Почётный ветеран Украины. Почётный житель Емильчинского района.
Умер 22 января 2015 года. Похоронен на кладбище в селе Бараши.

## Награды
Советские государственные награды:
- орден Трудового Красного Знамени
- орден Отечественной войны I степени (6 апреля 1985)
- орден Отечественной войны II степени (22 сентября 1944[7])
- три ордена Красной Звезды (3 декабря 1943[5]; 7 марта 1945 № награды 996296, 2 июня 1945[9])
- орден Славы I степени (перенаграждён 19 августа 1955, награждён 7 марта 1945 орденом Славы II степени[8])
- орден Славы II степени (19 ноября 1944[6])
- орден Славы III степени (13 марта 1944)
- медали, в том числе:
  - медаль «За боевые заслуги» (10 августа 1943[3])
  - медаль «За оборону Сталинграда» (26.07.1943)
  - медаль «За победу над Германией в Великой Отечественной войне 1941—1945 гг.» (26.06.1945)

## Память
С 2010 года в посёлке Емильчино Житомирской области в честь И. К. Войтковского ежегодно проходит турнир по волейболу среди девушек.

## Документы
- Информация из учётной карточки награждённого в электронном банке документов «Подвиг народа» (архивные материалы ЦАМО).
- Орденская книжка Г № 672085 от 24.10.1955 г., заверенная печатью и подписью Секретаря Президиума Верховного Совета СССР А.Горкин
- Военный билет ВМ № 117793, личные воспоминания из семейного архива.